# 李斌 (企业家)
李斌（1974年8月09日—）蔚来汽车创始人、董事长和CEO，易车控股公司创始人、董事长。李斌被福布斯称为“中国的伊隆·马斯克”。福布斯估计，截止2018年9月12日，其财富总值约11亿美元。

## 生平
1974年出生于中国安徽省，毕业于北京大学社会学系，并在大学期间辅修法律及计算机专业 。于2000年联合成立了互联网企业易车 ，自2005年起担任易车公司董事会主席兼首席执行官，于2018年卸任易车CEO。2014年11月创办蔚来汽车，出任董事长兼CEO。 摩拜单车创始团队成员、早期投资人，于2018年退出该公司。2017年被《智族GQ》杂志评为年度企业家，同年被网易首届 "网易未来科技人物大奖"评选为创新商业领袖奖获得者。2018年由新浪财经、人民日报（客户端）、吴晓波频道联合评选为“2017十大经济年度人物”奖获得者。